# 早水丈治
早水 丈治（はやみず じょうじ、1989年2月 - ）は、日本の実業家、はりきゅうマッサージ士、教育者、作家、ラジオパーソナリティー。鹿児島県伊佐市出身。

## 経歴
鹿児島県伊佐市で生まれ育つ。
鹿児島県立大口高等学校 普通科卒業後、2010年に福岡柔道専門学校 鍼灸科・柔道整復科を同時に卒業し、鍼灸学 専門士と柔道整復師 専門士を取得する。
2010年、さらなる専門性を求め、明治国際医療大学 鍼灸学部鍼灸学科へ編入学する。
2012年、明治国際医療大学 鍼灸学部鍼灸学科を卒業。鍼灸学の学士を得る。
2012年、明治国際医療大学 大学院 鍼灸学 博士前期課程へ進む。刺さない鍼・当てるだけの鍼は腰痛に効果はあるか？を研究する。
2014年、同課程を修了し、鍼灸学 修士号を得る。附属病院研修（内科、外科、整形外科、泌尿器科、脳神経外科 etc）、附属鍼灸センターにて、のべ1000人超の施術を行った。
訪問はりきゅうマッサージSAYURIを運営しながら、放課後等デイサービス（多機能型事業所さわやか）の運営にも携わる。
株式会社GiVERの代表取締役を務める傍ら、執筆活動やラジオ番組のパーソナリティーとしても活躍。

### 学会発表
- 2012年、人体科学会 第 22 回大会、東京、(2013.11.25) - 痛みとシビレに対する評価法の検討[3]
- 2013年、第 62 回全日本鍼灸学会学術大会, 福岡, (2013.6.9) -鍉鍼が生体に与える影響-皮膚pHと腰痛評価を指標として-[4]
- 2013年、人体科学会 第 23 回大会、香川、(2013.12.1) - 潰瘍性大腸炎を基礎疾患に持つ全身倦怠感の一症例
- 2014年、第 63 回全日本鍼灸学会学術大会, 愛媛, (2014.5.17) - 強力反応点発現前後・介入前後の温度変化
- 2017年、チ楽苑祭、鹿児島、(2017.10.29) - 感性の変化で
- 2018年、チ楽界、鹿児島、(2018.10.28) - 思考停止で気づく新たな世界
- 2019年、人体科学会第29回大会、静岡、(2019.12.1) - ～チ楽の実践～養成講座を終え、今できること脳梗塞後後遺症に対する在宅鍼灸マッサージの成果を発表
- 2020年、人体科学会第30回大会、Zoom、(2020.12.5) - ～チ楽での体験と症例報告～ 事柄の関係性と円形脱毛症の 1 症例
- 2021年、人体科学会第31回大会、Zoom、(2021.12.4) - チ楽の恩恵とチ楽を用いた症例報告

### 論文
- シビレと痛みに対する主観的評価と客観的評価の検討
- VASおよびPain Vision と NeurometerCPT/Cの比較
- 人体科学,22(1):36-43, 2013.

### 受賞歴
- 令和3年度 社会福祉法人 鹿児島市社会福祉協議会 福祉功労者表彰(2021.12.3)[5]
- 令和4年度 社会福祉法人 鹿児島市社会福祉協議会 福祉功労者表彰(2022.11.25)[6]

## 人物
教育、福祉、通信業界など幅広い分野に精通し、執筆や講演活動も行う。
愛称は「ジョージ」「ジョーちゃん」「早水ジョージ」。

## メディア出演

### ラジオ
- 「早水ジョージチャンネル」（フレンズFM）
- 「はりきゅうマッサージさゆりチャンネル」（FMさつませんだい）

### TV
- KTS ライブニュース　子育てに悩む親をサポート（KTS鹿児島テレビ - 2022年7月18日）[7]
- KTSかごnewマルシェ　集まれ！みんなの広場（KTS鹿児島テレビ - 2022年8月5日）[8]
- Jチャン＋（KKB鹿児島放送 - 2022年8月12日）[9]
- MBCニューズナウ　ハロウィンパーティー（MBC南日本放送 - 2023年10月25日）[10]
- MBCニューズナウ　ハロウィンパーティー（MBC南日本放送 - 2022年10月28日）[11]
- KTS ライブニュース　一足早い　あの祭り（KTS鹿児島テレビ - 2022年10月28日）[12]
- Jチャン＋（KKB鹿児島放送 - 2023年10月30日、31日）[13]
- KTSかごnewマルシェ　集まれ！みんなの広場（KTS鹿児島テレビ - 2022年11月11日）[14]
- KTSかごnewマルシェ　集まれ！みんなの広場（KTS鹿児島テレビ - 2022年12月16日）[15]

### 新聞
- 南日本新聞　子ども支援へ寄付（2021年1月18日）[16]
- 南日本新聞　大波小波　弱者の味方（2021年4月4日）[17]
- 南日本新聞　福祉に役立てて（2021年7月28日）[18]
- 南日本新聞　ほめ方、しかり方個性に合わせて（2022年7月23日）[19]
- 南日本新聞　大波小波　夏の思い出つくって（2022年8月25日）[20]
- 南日本新聞　大波小波　仮装街歩き楽しいね（2022年11日6日）[21]

### 冊子
- かごしま市社協だより 2021年（令和3年）1月発行　139号　寄付者のご紹介[22]
- かごしま市社協だより 2021年（令和3年）10月発行　141号　寄付者のご紹介[23]
- かごしま市社協だより 2022年（令和4年）1月発行　142号　寄付者のご紹介[24]
- かごしま市社協だより 2022年（令和4年）4月発行　143号　寄付者のご紹介[25]
- かごしま市社協だより 2022年（令和4年）10月発行　144号　寄付者のご紹介[26]
- かごしま市社協だより 2024年（令和6年）1月発行　148号　寄付者のご紹介[27]

- 鹿児島　ふくしのひろば　令和5年1月1日　第244号[28]

- 広報いさ 2021.9 No.307[29]
- 広報いさ 2023.11 No.359[30]

### 著書
- 「史上最高の教育法」三宮知子/早水丈治 著（2023年、英智舎）[31]
- 「あらためていま、母を想うⅨ」（2025年、英智舎）